# Drop Nineteens
Drop Nineteens fue una banda estadounidense de indie rock y shoegaze formada en 1991 en Boston y activa hasta 1995. Fue una de las pocas bandas estadounidenses que llevaron a cabo en el sonido shoegaze distintivo de Inglaterra, tomando su inspiración de grupos como My Bloody Valentine, Slowdive, Th' Faith Healers, y Bleach. El grupo fue formado por los excompañeros de clase Greg Ackell (vocales, guitarra) y Chris Roof (batería), quien reclutó a Paula Kelley (vocales, guitarra), Steve Zimmerman (bajo), y Motohiro Yasue (guitarra).

## Historia
Similar a la situación que vivieron los Pixies, Drop Nineteens eran mejor conocidos en UK, donde, como banda sin firma, se ganaron la atención de la prensa musical británica con dos demos de 8 canciones. Más tarde, la banda obtuvo el primer puesto en UK's Indie Album y UK's Indie Single con sus siguientes publicaciones tras firmar con una discográfica. Trabajaron para Caroline Records (Hut Records en UK) con quienes lanzaron su álbum debut, Delaware.
Debido a diferencias artísticas, se dieron varios cambios dentro de banda entre el primer y segundo álbum. Kelley, Roof y Yasue decidieron buscar otros intereses mientras que Megan Gilbert (vocales, guitarra), Pete Koeplin (batería, ahora trabajando con la banda Kahoots) y Justin Crosby (guitarra) se unieron al grupo en 1993.
Poco después, Drop Nineteens lanzó su segundo álbum, National Coma. En su carátula original se podía ver la fotografía de una mujer desnuda, pintada entera de blanco, llevando una máscara de ski blanca, frente a un fondo blanco. La mayoría de copias de este disco tenían censurada esta foto, mientras que los LP tenían la carátula original. La versión japonesa del álbum tiene dos bonus tracks: «Tempest» y «Sea Rock».
La banda ha grabado tres videos musicales, ha realizado giras por Europa y América del Norte, y ha grabado sesiones en la BBC para John Peel y Mark Goodier. También han participado en varios festivales musicales incluyendo el Reading Festival en Inglaterra y el Lollapalooza en América del Norte. 
Las diferencias artísticas dentro de la banda se mantuvieron, y finalmente se disolvió en 1995.
Durante la década de 1990, Ackell y Koeplin grabaron un álbum, dentro de una banda llamada Fidel, el cual nunca fue lanzado. Kelley trabajó para la banda Hot Rod and Boy Wonder y actualmente graba en solitario con Paula Kelley Orchestra. Han circulado rumores de un tercer álbum de Drop Nineteens, pero ninguna fecha ha sido anunciada aún.

## Discografía

### Álbumes de estudio
- Delaware (1992, Caroline/Hut/Cherry Red)

1. Delaware
2. Ease It Halen
3. Winona
4. Kick The Tragedy
5. Baby Wonder's Gone
6. Happen
7. Reberrymemberer
8. Angel
9. My Aquarium
10. (Plus Fish Dream)

- National Coma (1993, Caroline Records/Hut Records/Virgin)

1. Limp
2. All Swimmers Are Brothers
3. Skull
4. Cuban
5. Rot Winter
6. Martini Love
7. 7/8
8. Franco Inferno
9. My Hotel Deb
10. Moses Brown
11. Superfeed
12. The Dead
13. Royal

### Singles y EP
- "Winona" single (1992, Hut)
- Your Aquarium CD/10"/12" EP (1992, Caroline/Hut)
- "Limp" 7"/12" EP (1993, Hut/Virgin; 1994, Caroline)

### Demos
- Mayfield (1991, self-released)